# Jaramana
 (mars 2025).
Si vous disposez d'ouvrages ou d'articles de référence ou si vous connaissez des sites web de qualité traitant du thème abordé ici, merci de compléter l'article en donnant les références utiles à sa vérifiabilité et en les liant à la section « Notes et références ».
Jaramana (en arabe : جرمانا) est une ville de Syrie.

## Géographie
La ville est située dans la banlieue sud-est de Damas, à proximité immédiate du quartier chrétien de Bab Touma.
La ville est desservie par l'autoroute Damas-Aéroport national, ainsi que par le périphérique est et sud de Damas.

## Histoire
Jaramana accueillit un camp de réfugiés palestiniens lors de l'exode de 1967.

En mars 2025, Tsahal menace d’intervenir militairement dans la ville pour protéger les Druzes si le régime islamiste de Ahmed al-Charaa s’en prend à eux .

Le camp de réfugiés en 1967 édifié par l'UNRWA.
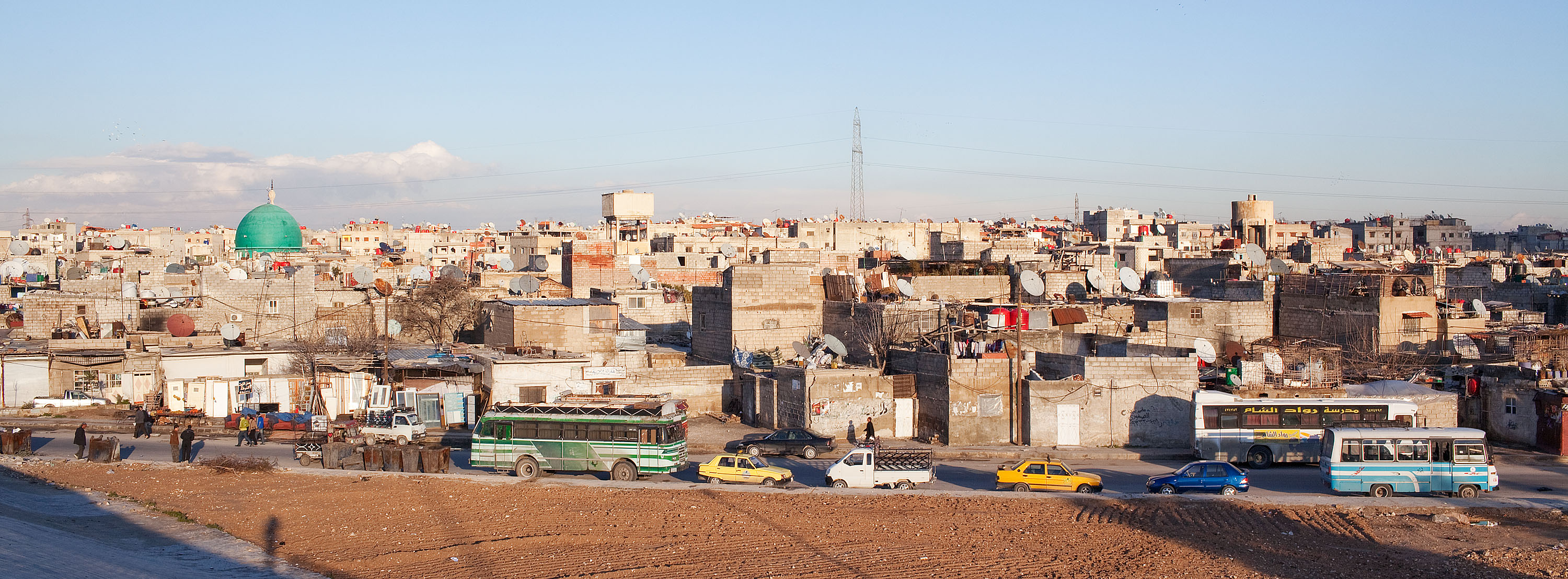
Le camp de Jaramana en 2009.

## Démographie
La majorité des habitants de Jaramana sont chrétiens et druzes, ces deux communautés arabes regroupant 90 % des 114 363 habitants de la ville[réf. nécessaire].
Les chrétiens arabes y sont majoritairement grec orthodoxes ou grec catholiques, ces derniers représentant à eux-seuls 40 % des habitants[réf. nécessaire].